# 佃大橋通り

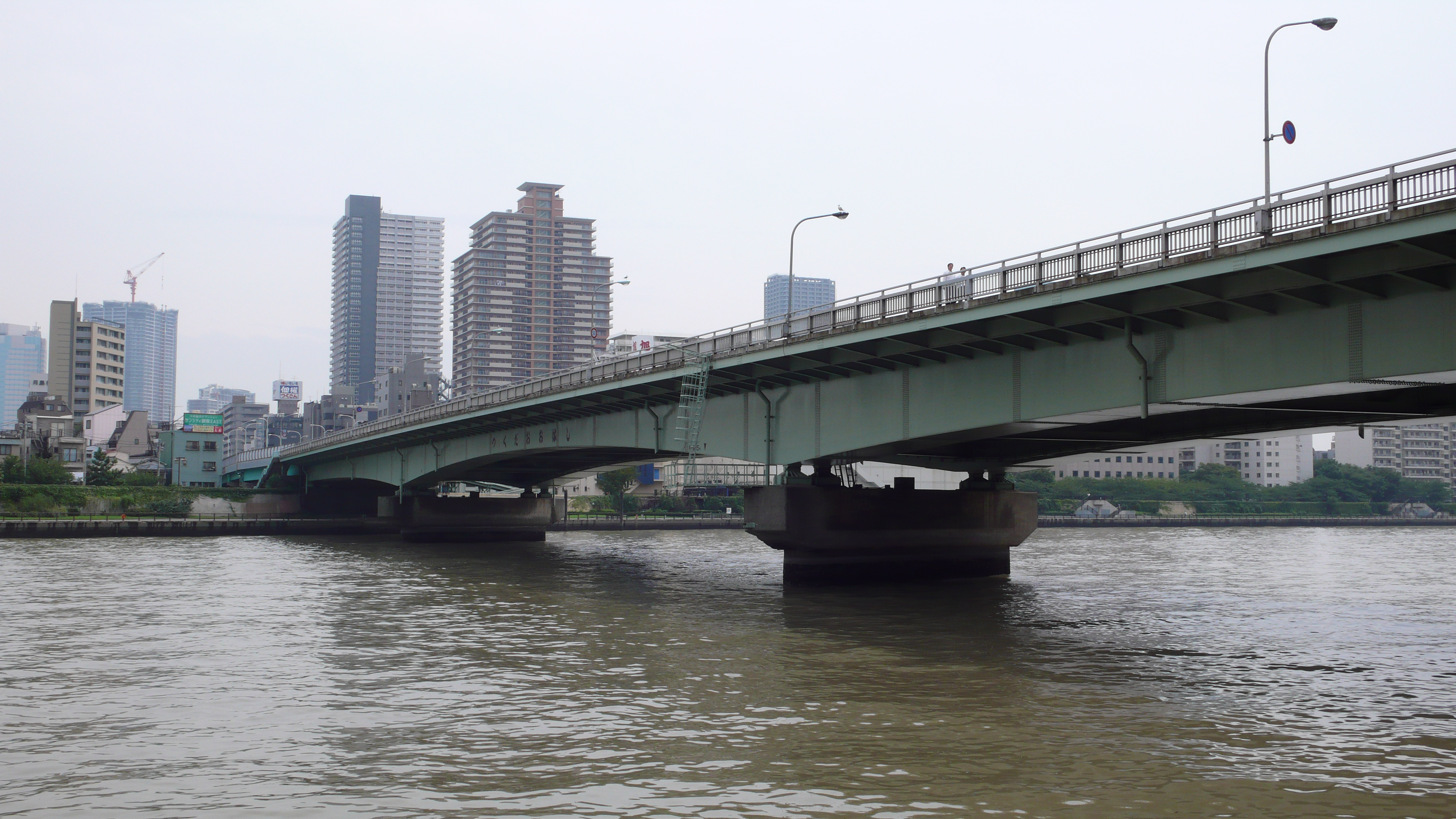
佃大橋通りの名称の由来である佃大橋(2007年9月)

佃大橋通り(つくだおおはしどおり)は東京都中央区新富と東京都中央区晴海を結ぶ東京都道473号新富晴海線の通称である｡東京オリンピック開催に合わせて東京都市計画道路幹線街路補助線街路第第153号線として整備された。
名称の由来は、経路上の佃大橋である｡
佃大橋､新月陸橋､朝潮大橋を渡る｡